# Bruckberg (Moyenne-Franconie)
Pour les articles homonymes, voir Bruckberg.
Bruckberg est une commune allemande, située en Bavière, dans l'arrondissement d'Ansbach et le district de Moyenne-Franconie.

## Géographie

Situation de Bruckberg dans l'arrondissement

Bruckberg est située à 12 km au nord-est d'Ansbach, le chef-lieu de l'arrondissement, dans la Rangau, région comprise entre Nuremberg et le Frankenhöhe.

## Histoire
La première mention écrite du village de Bruckberg date de 1253; Le village fait partie de la principauté d'Ansbach, puis devient prussien en 1792 pour être ensuite incorporé au royaume de Bavière en 1806.

## Politique et administration
La commune est dirigée par un bourgmestre et un conseil municipal de 12 membres.
De 2004 à 2016, la commune fait partie de l'intercommunalité Komm,A (Kommunalen Allianz). Depuis 2016, elle est intégrée à l'alliance Kernfranken issue de la fusion de Komm,A et LiSa (Lichtenau, Sachsen b. Ansbach) qui comprend également Dietenhofen, Heilsbronn, Lichtenau, Neuendettelsau, Petersaurach, Sachsen bei Ansbach et Windsbach.

## Démographie
| 1910 | 1933  | 1939  | 1946  | 1950  | 1961  | 1970  | 1987  | 2005  |
| ---- | ----- | ----- | ----- | ----- | ----- | ----- | ----- | ----- |
| 940  | 1 089 | 1 136 | 1 233 | 1 499 | 1 235 | 1 267 | 1 223 | 1 360 |

| 2015  | - | - | - | - | - | - | - | - |
| ----- | - | - | - | - | - | - | - | - |
| 1 389 | - | - | - | - | - | - | - | - |

## Culture et patrimoine
- Le château de Bruckberg est un édifice en forme de fer à cheval construit en 1727 par l'architecte Carl Friedrich von Zocha.

## Personnalités
- Ludwig Feuerbach (1804-1872), philosophe allemand habita le château de Bruckberg de 1837 à 1860.
- Adolf Abel (1882-1968), architecte, mort à Bruckberg.